# 俣野界面
俣野界面（またのかいめん）とは、俣野仲次郎が提唱した固体力学の概念である。通常の拡散方程式と新たな変数を使って立てた常微分方程式の両辺を積分することによって導くことができる。この概念を用いることにより、拡散係数の算出が容易になった。由来が数学的であることから、俣野面と呼ぶべきと考える人もいる。
具体的には、2つの固体AとBが接合されている場合に、AからBに拡散した原子の数とBからAに拡散した原子の数が等しくなるようにAとBの境界を定めたとき、その境界面が俣野界面となる。距離を横軸、原子の濃度を縦軸にとった際の曲線と、縦軸と平行な線分の間の領域の面積が最も大きくなるような距離の界面と考えることもできる。2つの固体の流束に差がある場合、俣野界面は最初に接合した際の境界面（カーケンドール界面）とは異なる面となり、そのずれは2つの固体の拡散係数の違いが大きいほど大きくなる。